# Copa del Rei de futbol 1929-30
La Copa del Rei de futbol 1929-30 va ser la 28ena edició de la Copa d'Espanya.

## Detalls
La competició es disputà entre el 6 d'abril i l'1 de juny de 1930.
Equips participants:
- Andalusia: Sevilla FC, Reial Betis
- Aragó: Iberia SC, Patria Aragón
- Astúries: Real Oviedo, Sporting de Gijón
- Illes Balears: CD Alfonso XIII
- Illes Canàries: Real Club Victoria
- Cantàbria: Racing de Santander, Gimnástica de Torrelavega
- Castella i Lleó: Cultural y Deportiva Leonesa, Reial Valladolid
- Catalunya: FC Barcelona, CE Europa, RCD Espanyol
- Extremadura: CD Don Benito
- Galícia: Celta de Vigo, Racing de Ferrol
- Guipúscoa: Real Unión, Reial Societat, CA Osasuna
- Múrcia: Reial Múrcia, Cartagena FC
- Regió Centre: Reial Madrid, Athletic Madrid, Racing de Madrid
- País Valencià: València CF, CE Castelló
- Biscaia: Athletic Club, CD Alavés, Arenas de Getxo

## Setzens de final
6 i 13 d'abril. Exempt Reial Betis.
| Equip 1             | Global | Equip 2                   | Anada | Tornada |
| ------------------- | ------ | ------------------------- | ----- | ------- |
| Racing de Santander | 4-5    | Athletic Club             | 3-0   | 1-5     |
| Reial Societat      | 4-0    | Gimnástica de Torrelavega | 2-0   | 2-0     |
| Racing de Madrid    | 1-7    | Real Unión                | 0-3   | 1-4     |
| CE Castelló         | 2-2    | Athletic Madrid           | 1-0   | 1-2     |
| FC Barcelona        | 11-1   | Deportivo La Coruña       | 8-0   | 3-1     |
| CD Alavés           | 5-4    | Sporting de Gijón         | 5-1   | 0-3     |
| CA Osasuna          | 6-1    | Iberia SC                 | 3-0   | 3-1     |
| CD Alfonso XIII     | 2-13   | RCD Espanyol              | 1-7   | 1-6     |
| Reial Valladolid    | 2-6    | Real Club Victoria        | 1-1   | 1-5     |
| Real Oviedo         | 4-2    | CE Europa                 | 4-0   | 0-2     |
| Reial Múrcia        | 15-0   | Don Benito                | 10-0  | 5-0     |
| CD Patria Aragón    | 2-2    | Reial Madrid              | 1-1   | 1-1     |
| Arenas de Getxo     | 8-1    | Cartagena FC              | 6-1   | 2-0     |
| Sevilla FC          | 2-2    | Cultural Leonesa          | 1-0   | 1-2     |
| Celta de Vigo       | 2-5    | València CF               | 2-0   | 0-5     |

- Desempat:

| Equip 1      | Marcador | Equip 2          |
| ------------ | -------- | ---------------- |
| CE Castelló  | 7-1      | Athletic Madrid  |
| Sevilla FC   | 2-1      | Cultural Leonesa |
| Reial Madrid | 6-1      | CD Patria Aragón |

## Vuitens de final
20 i 27 d'abril.
| Equip 1       | Global | Equip 2            | Anada | Tornada |
| ------------- | ------ | ------------------ | ----- | ------- |
| Athletic Club | 5-2    | Reial Societat     | 4-1   | 1-1     |
| Real Unión    | 2-1    | CE Castelló        | 0-1   | 2-0     |
| Reial Betis   | 1-3    | FC Barcelona       | 1-1   | 0-2     |
| CD Alavés     | 4-1    | CA Osasuna         | 3-1   | 1-0     |
| RCD Espanyol  | 8-2    | Real Club Victoria | 5-1   | 3-1     |
| Reial Múrcia  | 4-6    | Real Oviedo        | 2-1   | 2-5     |
| Reial Madrid  | 4-0    | Arenas de Getxo    | 2-0   | 2-0     |
| València CF   | 7-4    | Sevilla FC         | 5-1   | 2-3     |

## Quarts de final
4 i 11 de maig.
| Equip 1      | Global | Equip 2       | Anada | Tornada |
| ------------ | ------ | ------------- | ----- | ------- |
| RCD Espanyol | 3-0    | Real Oviedo   | 2-0   | 1-0     |
| CD Alavés    | 3-5    | FC Barcelona  | 2-1   | 1-4     |
| Real Unión   | 3-7    | Athletic Club | 3-3   | 0-4     |
| València CF  | 4-5    | Reial Madrid  | 2-5   | 2-0     |

## Semifinals
18 i 25 de maig.
| Equip 1       | Global | Equip 2      | Anada | Tornada |
| ------------- | ------ | ------------ | ----- | ------- |
| Athletic Club | 5-5    | FC Barcelona | 2-1   | 3-4     |
| RCD Espanyol  | 1-2    | Reial Madrid | 1-0   | 0-2     |

- Desempat:

27 de maig a Saragossa.
| Equip 1       | Marcador | Equip 2      |
| ------------- | -------- | ------------ |
| Athletic Club | 4-0      | FC Barcelona |

## Final
| Athletic Club                               | 3 - 2 (pr.) | Reial Madrid             |
| ------------------------------------------- | ----------- | ------------------------ |
| Unamuno 1' · Iraragorri 45' · Lafuente 115' |             | 15' Lazcano · 65' Triana |

## Campió
| Campions de la Copa d'Espanya 1930 |
| ---------------------------------- |
| · Athletic Club · 10è títol        |